# Quincuncina
Quincuncina é um género de bivalve da família Unionidae.
Este género contém as seguintes espécies:
- Quincuncina infucata
- Quincuncina mitchelli